# 人工肾

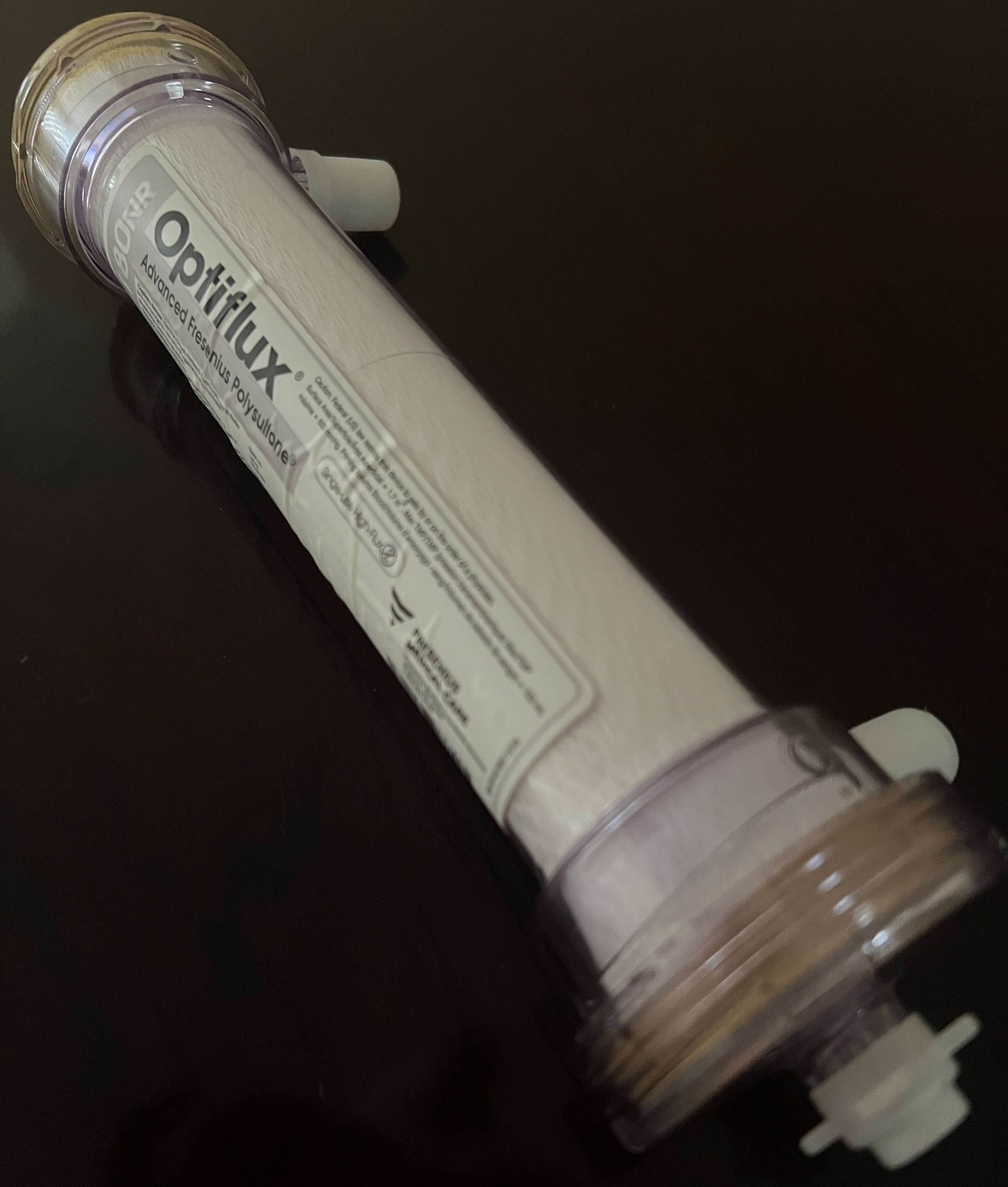
中空纤维型血液透析器

人工腎（英語：artificial kidney）常作血液透析器（hemodialyzer）的同義詞，但更廣義而言，也可以指已經投入使用和/或正在研究中的腎臟替代療法（不包括腎移植）。本文涉及由腎細胞/腎組織培養的生物改造腎臟/生物人工腎臟。

## 適應症

### 腎衰竭
腎是位於人體腹腔後面的一對重要器官，大約位於胸腔底部，對應於脊椎T12-L3段。它們具有十多個生理功能，也較容易受損。這些功能包括：過濾和排出代謝廢物；調節人體必需的電解質和體液；刺激紅血球產生 。腎臟每天過濾120-150夸脫血液，約產生1-2夸脫尿液，尿液由廢物和其他液體組成。
腎衰竭導致體內慢慢累積氮廢物、鹽、水，破壞人體正常的酸鹼平衡。這個衰竭過程通常歷時較久，在這個過程中，當病人腎功能衰退到一定程度，通常就發展成末期腎臟病（ESRD，又稱為5級或6級腎病，級別劃分取決於是否使用透析治療或腎臟替代治療）。在腎臟開始罷工前檢測到腎病並不常見，血壓高和胃口減少是腎病的徵兆。一直到第二次世界大戰，腎衰竭普遍意味著死亡。在戰爭期間，有專家深入探究了腎功能和急性腎衰竭，其中最重要的是Bywaters和Beall在倫敦閃電戰期間從自己的臨床經歷中得到的關於色素誘導腎病的說明。
三分之一的美國成年人依靠血液透析來治療腎衰竭。超過二千六百萬的美國成年人患有腎臟疾病，但他們甚至沒有意識到疾病的存在。但根據2005美國腎臟數據系統（USRDS）的數據顯示，452000美國人患上末期腎病（ESKD）。

### 对人工肾的需求
來自倫敦、安大略省和多倫多的研究團隊經過調查指出，將傳統每周三次的透析治療增加2-3倍可能提高臨床治療效果 。但是，每周實施6次整晚透析會擊垮大多國家的現有資源。加上腎臟器官捐贈稀缺，促使學者開始研究其他的替代療法，包括研發佩戴式或植入式設備。

## 解决方案

### 人工肾
血液透析是出现肾衰竭时，用来去除废物的一种方法，废物包括肌酸酐、尿液、以及血液中的游离水。用于清洁病人血液的机械装置叫做渗透器，也是一种人工肾。人工肾又叫做洗肾机。现在的透析器一般由柱形钢套管中空纤维构成或由聚合物或共聚物中突出，通常具有所有权。中空纤维的结合部分一般为1-2平方米。很多团队做过大量研究，旨在优化透析器中的血液和渗透液流动，从而让废物有效地从血液转向渗透液。

### 佩戴式人工肾
佩戴式人工肾是一种可佩带的洗肾机，患有末期肾病的病人可以每日甚至连续使用。直到2008年11月，佩戴式人工肾还没有广泛普及，但很多研究团队已经开始研发这种装置。现在科学家已经研发了一种可以替代衰竭肾脏的人工设备。FDA已经批准由加州比佛利山庄的血液净化技术有限公司设计的佩戴式人工肾可以在美国投入首次人体临床试验。它是一种管状结构，可以让不纯的血液穿过该装置，让内置液体净化不纯的血液，同时让副产品通过输尿管排出体外。

### 可植入肾脏辅助装置（IRAD）
现在还没有可行的生物改造肾。虽然有很多研究正在进行，但真正实现还存在大量阻碍。
然而，制造一个像肾脏一样可以在吸收水和盐的同时过滤血液、排泄毒素的薄膜，为研发佩戴式和/或植入式人工肾提供了可能。利用微机电系统（MEMS）技术研发薄膜是制作植入性生物人工肾的关键步骤。
克利夫兰医学中心勒纳研究所的生物微机电和肾纳米技术实验室致力于不断提高膜技术，旨在为末期肾病患者研发出植入性或佩戴式人工肾。现有的透析装置体积太大，需要超大生理压力才能促进血液循环，而且现有聚合物膜的孔径分布太宽，形状不规则。所以制作一种孔径密集分布的纳米硅膜能够提高膜区别过滤分子和保留分子的能力。此外，它的平均孔径接近膜的理想截断直径，因此能够增加透水性。批量制造流程可以严格控制孔径分布和孔径的几何结构。
在最近的研究中，我们从不适合移植的捐赠肾脏上提取人类肾细胞，将它们置于这些细胞膜上生长。培植的细胞覆盖细胞膜，似乎保留了成人肾细胞的特点。MEMS材料上的肾细胞呈现差异生长，表明研发一种适合移植的微型设备或许具有可行性。
旧金山加州大学带头开始一项研究，旨在为肾病患者制作可移植人工肾，这个项目是首批获得FDA审批和合作的肾设备项目其中之一。
FDA于2012年4月9日宣布，它已经选出3个肾设备项目，开始试行一个新的获批项目，这个项目叫做Innovation Pathway 2.0，旨在更快、更有效地为病人研发出突破性医疗设备。
人工肾项目的目标是2017年投入临床试用，它被选中，是因为它在治疗末期肾病方面具有革命性意义，而且它在审批环节可能得益于与FDA的早期互动。
在研发过程早期，FDA将密切联系联邦政府机构和装置研发商，以找出、解决潜在的科学和管理障碍，并为项目的审批指明方向。此举旨在提高项目的整体成功率，减少FDA审查的时间和成本，并保持安全性。该机构指出，从中获得的经验教训将给其他领域的审批工作带来启发。